# Renáta Witoszová
Renáta Witoszová (* 8. června 1967, Karviná) je česká politička, v letech 2010 až 2013 poslankyně zvolená na kandidátce strany TOP 09. Poslankyní Poslanecké sněmovny Parlamentu České republiky byla zvolena ve volbách 2010 v Moravskoslezském kraji jako bezpartijní.